# Herb gminy Kłaj
Herb gminy Kłaj – jeden z symboli gminy Kłaj, ustanowiony 10 lipca 2008.

## Wygląd i symbolika
Herb przedstawia na tarczy koloru czerwonego złote drzewo, a przed nim złotą beczkę z wbitym toporem ozdobionym piórami pawimi, symbolizującymi niezależność. Herb nawiązuje do tradycji smolarskich gminy. 